# Armée suisse
L'Armée suisse est une armée de milice appuyée par des militaires professionnels. Elle a pour mission d'assurer la défense du territoire suisse, la sauvegarde des conditions d'existence de la Suisse et de contribuer à la promotion de la paix à l'étranger. Par sa politique de neutralité, la Suisse s'efforce de maintenir une défense aussi autonome que possible, bien que le rapport de politique de sécurité 2000, intitulé Sécurité par la coopération, ait ouvert la voie à une coopération accrue avec l'étranger, notamment en matière de participation à des exercices communs.
L'Armée suisse est classée 29e armée selon la liste des armées nationales par effectif en 2015. Sa devise est « Sécurité et liberté ».

## Historique

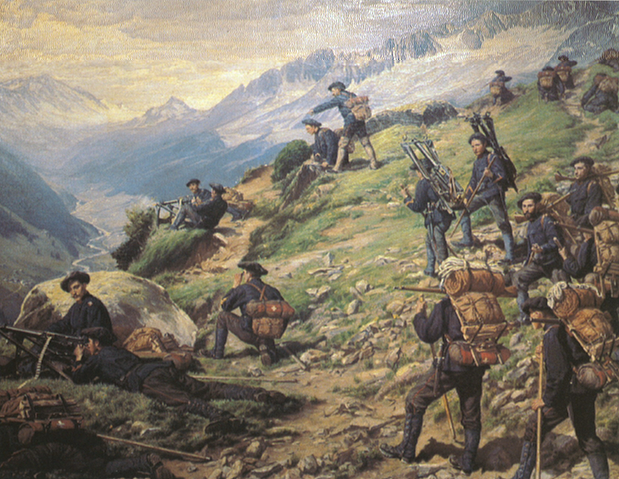
Une peinture de Joseph Clemens Kaufmann représentant une troupe à l’entraînement en 1896.

Au XVIIIe siècle, le républicanisme mit en garde contre les dangers d'une armée de métier. Beaucoup étaient favorables à l'armement du peuple (système de milice) et à l'interdiction d'armées permanentes. Dès le bas Moyen Âge, la Suisse adopte ce système sous forme de milices cantonales. Ce principe d'armée de citoyens, par la suite inspiré des armées révolutionnaires française et américaine, fut inscrit en 1798 dans les articles 21, 25 et 92 de la constitution de la république helvétique et dans les règlements militaires de 1804 et 1817. Ensuite, ces lois furent reprises dans les constitutions cantonales après 1830. Après cette date, les constitutions des cantons régénérés appliquèrent le système de milice aux communes et à leurs administrations. Les citoyens devaient assumer dans toutes les affaires publiques leur part de responsabilité pour le bien commun. Le système de milice s'étendait donc au domaine politique. L'article 25 de la constitution de la république helvétique à propos de l'obligation au service militaire était précédé d'un article obligeant les jeunes citoyens à prêter serment de servir la patrie.
Les constitutions fédérales de 1848 et 1874 imposaient l'obligation générale de servir, ce qui est le service militaire obligatoire, et interdisaient à la confédération d'entretenir des troupes permanentes. En 1999, le principe de milice appliqué à l'armée fut explicitement mentionné dans la Constitution fédérale.

« Armée
1 La Suisse a une Armée. Celle-ci est organisée essentiellement selon le principe de l'armée de milice.
2 L'Armée contribue à prévenir la guerre et à maintenir la paix; elle assure la défense du pays et de sa population. Elle apporte son soutien aux autorités civiles lorsqu'elles doivent faire face à une grave menace pesant sur la sécurité intérieure ou à d'autres situations d'exception. La loi peut prévoir d'autres tâches. »

— Article 58 de la Constitution fédérale de la Confédération suisse
Depuis cette date, chaque militaire ayant achevé son service militaire se doit d'emporter à son domicile son équipement personnel et son arme.

### XVIesiècle
Jusqu'en 1798, il n'existait pas de force d'armée gérée par un gouvernement suisse centralisé, car il n'y en avait pas. Le service militaire était géré uniquement par des milices cantonales. Pourtant, la question de la défense commune et nationale, pour mieux se défendre en cas de menace ou de guerre, était déjà discutée au XIIIe siècle. Certains traités prévoyaient une aide militaire en cas de menace pour un canton confédéré menacé. Ce système, au bas Moyen Âge, aurait permis de mettre rapidement en place une armée d'intervention, mais ce système ne permettait pas de créer vraiment une armée fédérale. Lorsque la guerre menaçait, les cantons procédaient à beaucoup de préparatifs : inspections des armes et des harnais, remise en état des places fortes (villes et châteaux), renforcement des gardes, construction de Letzinen (de), qui étaient constructions qui suivaient en partie la configuration naturelle du terrain ou des rivières, mais exigeaient quelquefois aussi que l'on détourne des cours d'eau pendant leur construction, faites de fossés et d'obstacles en abattis, envoi d'éclaireurs, mise en place de dispositifs d'alarme. Les mesures d'économie de guerre comprenaient la constitution de réserves de blé et de sel par les communes et les familles, rendue possible par la diminution des importations et des interdictions d'exportation. Des troupes étaient mises sur pied à la demande des cantons menacés ou par décision de la Diète. Une fois décidée l'ampleur de la mise sur pied (bannière et enseigne ou bien uniquement l'une des deux), la troupe était rassemblée sur la place principale au son des fifres et des tambours, tandis que des messagers annonçaient cette mobilisation. En cas d'attaque par surprise, l'alarme se donnait par des sonneries de cloches et des signaux des tours de guet.
Tout citoyen âgé de 16 à 60 ans était dans l'obligation de servir, le service militaire étant obligatoire. Les hommes trop jeunes ou trop âgés, les malades, les pères d'un nourrisson et les époux d'une sage-femme n'étaient pas enrôlés. Souvent, les bourgeois aisés contournaient la loi en payant des remplaçants.
Chaque militaire devait se procurer lui-même, à ses frais, son équipement (armure, armes, etc.). Les familles les plus aisées avaient l'obligation d'aider les hommes moins fortunés à payer l'équipement de combat. Les piques, les harnais, et les chapes de fer étaient rarement le choix des militaires, ce qui obligeait les autorités à veiller sans cesse à l'équilibre des armes lourdes et légères. L'exportation d'armes était interdite. L'artillerie était constituée de pièces prises à l'ennemi et utilisée par les arquebusiers et leurs aides.
Les fantassins préféraient les armes légères pour le combat rapproché, afin de ne pas être entravé dans leur mobilité en cas de prise de butin. Un capitaine prenait le commandement d'un groupe appelé élite, qui était une sélection parmi les hommes en âge de servir, qui jouait un rôle offensif et supportait l'effort principal, assisté d'un état-major comprenant un banneret, qui portait le drapeau, des représentants du gouvernement, des conseillers, un officier chargé de ranger les troupes en ordre de bataille, un sergent, pour la sécurité, un fourrier, qui s'occupait de la solde et du ravitaillement, un prêtre, un médecin et un scribe. Les piquiers, les hallebardiers et les tireurs (arquebusiers et mousquetaires) étaient aussi commandés par le capitaine.
Les militaires se nourrissaient la plupart du temps de farine d'avoine rôtie au beurre et de viande séchée.

### XIXesiècle
Alors que le congrès de Vienne, confronté au retour de Napoléon de l'île d'Elbe, vient de se prononcer, le 20 mars 1815, pour la neutralité de la Confédération des XXII cantons,,, la Diète fédérale autorise, le 20 mai 1815, les armées autrichiennes à traverser son territoire, malgré l'opposition des cantons de Vaud et de Bâle. En outre, elle mobilise son armée, forte de 20 000 hommes, sous le commandement de Niklaus Franz von Bachmann alors âgé de 75 ans pour protéger les frontières entre Bâle et Genève, en face desquelles se trouve l'armée des Alpes du maréchal Suchet. Les deux armées se font face jusqu'en juin, période pendant laquelle les troupes suisses se renforcent pour atteindre les chiffres records de 40 000 hommes et 108 canons.
Le 28 juin 1815, six jours après l'abdication de Napoléon, l'artillerie de la forteresse de Huningue, tenue par les Français, bombarde sans avertissement la ville de Bâle, semble-t-il en représailles pour des pillages commis par des Suisses en territoire français. Le général von Bachman, poussé par les Autrichiens, saisit cette occasion pour solliciter de la Diète l'autorisation de s'avancer, au besoin, au-delà des frontières du pays. Il pense ainsi favoriser les négociations menées par la Confédération à Vienne et ordonne le 3 juillet à son armée de pénétrer en Franche-Comté, officiellement pour pourchasser des corps francs. L'armée confédérée va avancer jusqu'à Pontarlier et Saint-Hippolyte dans le Doubs tout en subissant de nombreuses difficultés d'approvisionnement et des mutineries. L'armée est finalement ramenée sur territoire suisse le 31 juillet, après que la Diète s'est prononcée contre l'offensive en France. Désavoué, von Bachmann démissionne le 26 juillet.
La forteresse de Huningue tombe quant à elle le 26 août après deux mois de siège. Il ne reste que 50 défenseurs valides. Une dizaine de bataillons suisses, commandés par le colonel Charles d'Affry (vétéran de la Grande Armée décoré de la Légion d'honneur), ont participé à l'opération aux côtés des Autrichiens. Dernière aventure militaire hors de Suisse,, la campagne de 1815 a fait toucher du doigt les graves lacunes militaires de la Confédération : manque de préparation des troupes, armement disparate, cadres peu ou mal instruits, dissensions entre officiers de différents cantons. En conséquence, l'École militaire centrale fédérale de Thoune est ouverte en 1819.
En 1820, pour la première fois dans l'histoire de la Suisse, des troupes de divers cantons furent mises sur pied à Wohlen dans le canton d'Argovie pour des exercices communs. Une aquatinte de Johann Jakob Sperli témoigne de l'évènement. Le 2e camp fédéral de tactique est organisé à Bière dans le canton de Vaud en août 1822.

### Première Guerre mondiale
Le 31 juillet 1914, le Conseil fédéral décide la mise de piquet de l'Armée, la mobilisation générale pour le 3 août et le rappel des militaires de l'élite et de la Landwehr établis à l'étranger (le télégramme de mobilisation est expédié le 1er août). Il s'agit pour la Suisse de protéger son territoire contre une éventuelle incursion d'un belligérant, comme l'agression commise contre la Belgique, pourtant neutre, par l'Empire allemand, en démontre la possibilité dès le début du conflit.

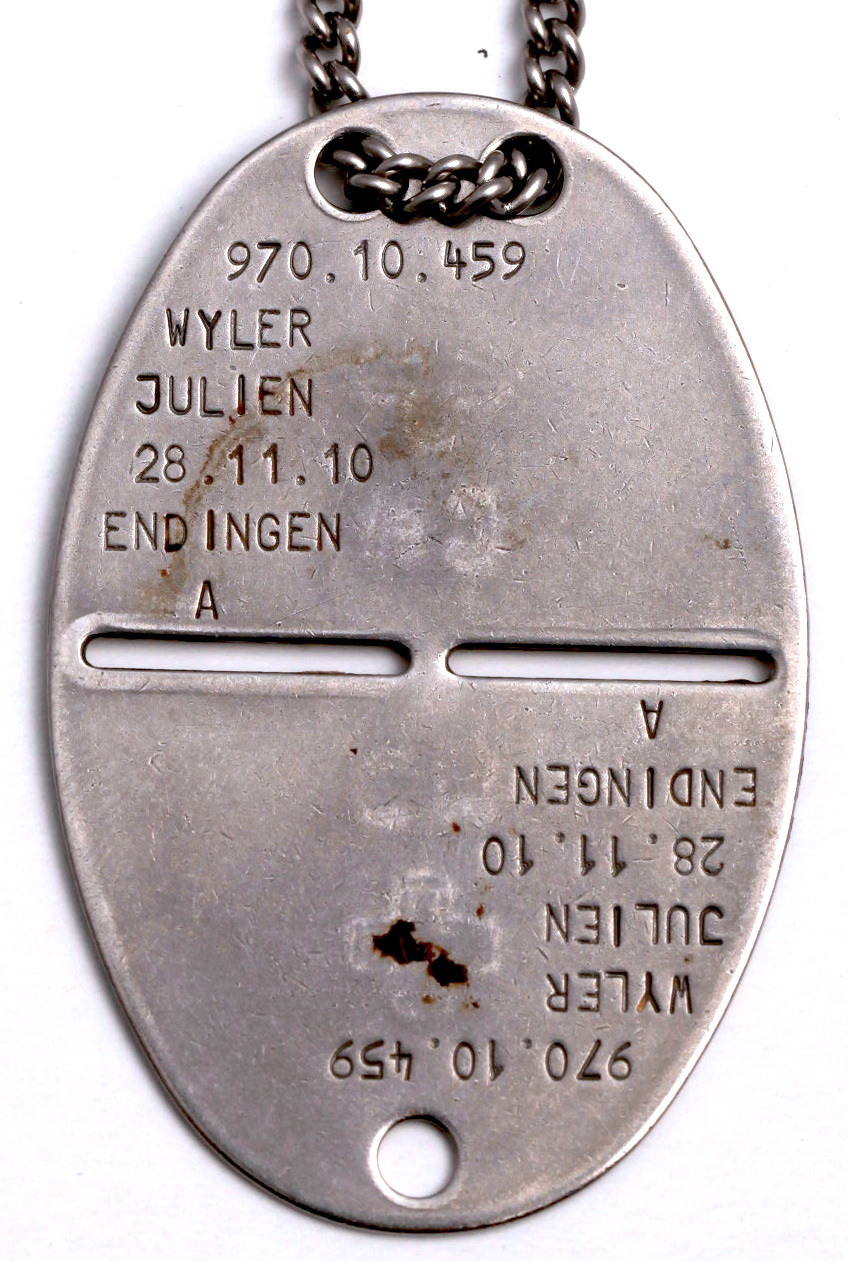
Ancienne plaque d’identité militaire suisse.

### Seconde Guerre mondiale
Le 28 août 1939, le Conseil fédéral ordonne par voie d'affiches la mobilisation des troupes de couverture frontière (80 000 hommes) pour le 29, puis, le 1er septembre, la mobilisation générale pour le 2 septembre.

### Avant la réformeArmée XXI
Dès la réforme de 1960, l'Armée suisse était partagée en cinq corps (trois corps de campagne, un corps de montagne et un corps des Forces aériennes) formés de personnes de même classe d'âge : l'Élite dès la fin de l'école de recrues, puis la Landwehr de 33 à 42 ans et la Landsturm de 43 à 50 ans. Il était entendu que l’Élite était postée aux frontières en cas de mobilisation et que la Landwehr était utilisée en deuxième ligne. La Landsturm était de préférence employée à l'arrière. Les effectifs atteignent 650 000 hommes à la fin des années 1980.
La réforme Armée 95 a supprimé ces classes d'âge et désormais tous les soldats sont regroupés par incorporation.

#### Armée 61
L'Armée 61 (de) (1962 - 1994) comprenait trois divisions mécanisées :
- Division mécanisée 1 (de) (Div Mec 1) au sein du corps d'armée de campagne 1 (de) (CA 1)
  - Régiment d'infanterie motorisée 2
  - Régiment de chars 1
  - Régiment de chars 7
  - Régiment d'artillerie 1
- Division mécanisée 4 (Mechanisierte Division 4 (Mech Div 4)), au sein du corps d'armée de campagne 2 (Feldarmeekorps 2 (FAK 2))
  - Régiment d'infanterie mécanisée 11 (Motorisiertes Infanterieregiment 11 (Mot Inf Rgt 11))
  - Régiment de chars 2 (Panzerregiment 2 (Pz Rgt 2))
    - Bataillon de chars 12 (Panzerbataillon 12 (Pz Bat 12))

  - Régiment de chars 8 (Panzerregiment 8 (Pz Rgt 8))
  - Régiment d'artillerie 4 (Artillerieregiment 4 (Art Rgt 4))
- Division mécanisée 11 (Mechanisierte Division 11 (Mech Div 11), au sein du corps d'armée de campagne 4 Feldarmeekorps 4 (FAK 4)
  - Régiment d'infanterie mécanisée 25 (Motorisiertes Infanterieregiment 25 (Mot Inf Rgt 25))
  - Régiment de chars 4 (Panzerregiment 3 (Pz Rgt 3))
  - Régiment de chars 9 (Panzerregiment 9 (Pz Rgt 9))
  - Régiment d'artillerie 11 (Artillerieregiment 11 (Art Rgt 11))

#### Armée 95
L'Armée 95 (de) (1995 - 2003) comprenait cinq brigades mécanisées :
- Brigade blindée 1
- Brigade blindée 2 (Panzerbrigade 2 (Pz Br 2))
  - Bataillon de chars (Panzerbataillon 12 (Pz Bat 12))
- Brigade blindée 3 (Panzerbrigade 3 (Pz Br 3))
- Brigade blindée 4 (Panzerbrigade 4 (Pz Br 4))
  - Bataillon mécanisé 4 (Mechanisiertes Bataillon 4 (Mech Bat 4))
  - Bataillon de chars 13 (Panzerbataillon 13 (Pz Bat 13))
  - Bataillon de chars 20 (Panzerbataillon 20 (Pz Bat 20))
  - Groupe d'artillerie 10 (Panzerhaubitzenabteilung 10 (Pz Hb Abt 10))
  - Groupe d'engins guidés légers DCA 4 (leichte Flab Lenkwaffenabteilung 4 (L Flab Lwf Abt 4))
  - Bataillon du Génie 4 (Geniebataillon 4 (G Bat 4))
- Brigade blindée 11 (Panzerbrigade 11 (Pz Br 11))

### RéformeArmée XXI

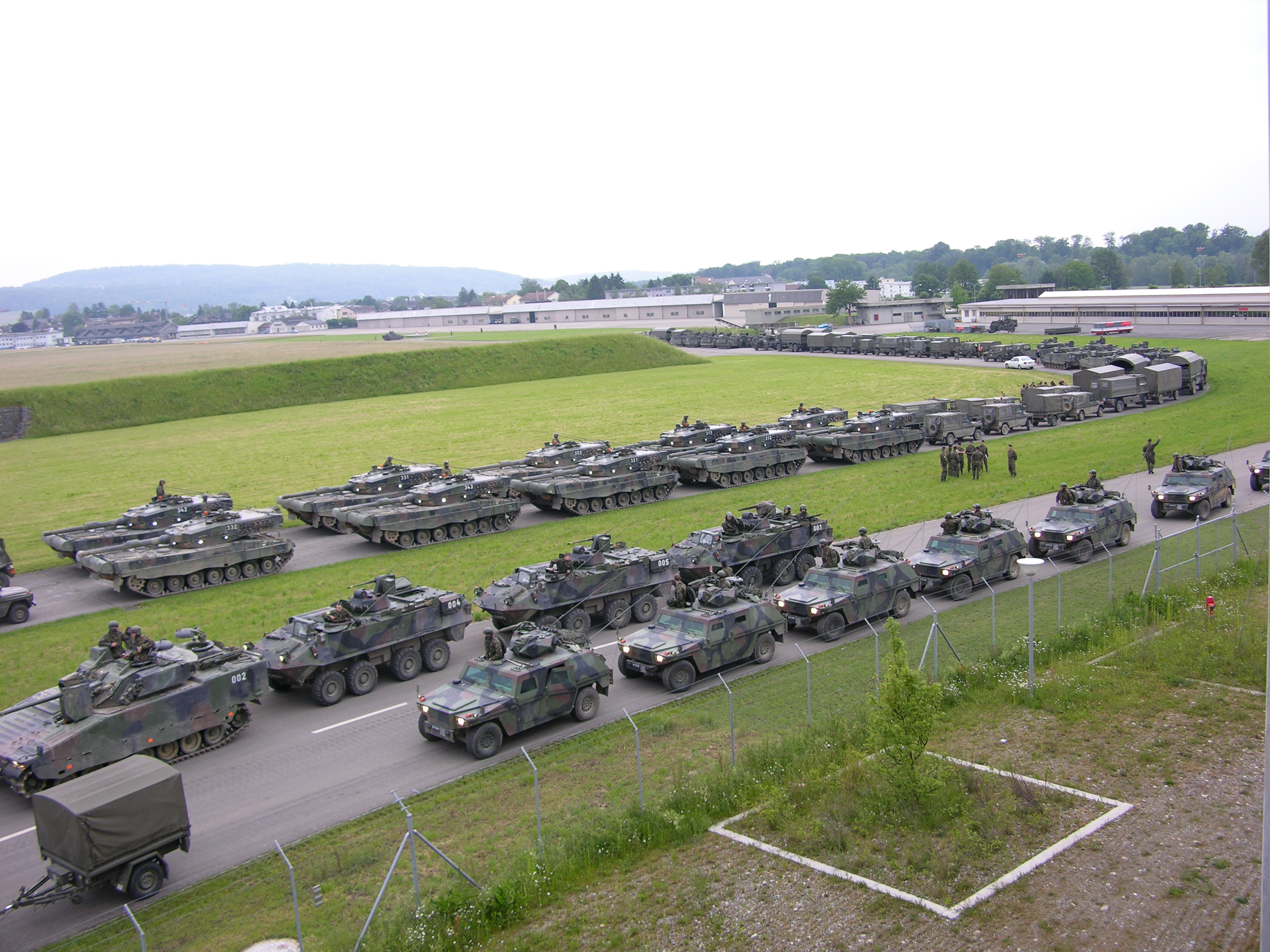
Bataillon blindé suisse sur la base aérienne de Dübendorf en 2007.

Le 18 mai 2003, les Suisses approuvent par référendum le projet de réforme militaire Armée XXI destiné à réduire drastiquement la taille de l'Armée. Dès janvier 2004, les effectifs de 524 000 hommes sont progressivement réduits à 220 000, dont 80 000 réservistes. Le budget de la Défense (4,3 milliards de francs suisses) est amputé de 300 millions de francs et quelque 2 000 emplois doivent être supprimés entre 2004 et 2011[réf. nécessaire].
La durée du service pour les soldats est réduite de 300 à 260 jours. En principe, tous les hommes suisses déclarés aptes au service et âgés de 18 à 35 ans (35 ans étant la limite d'âge pour un soldat) doivent servir dans l'Armée, mais près d'un tiers d'entre eux sont exclus pour diverses raisons. Pour les femmes, le service est volontaire.
Une nouvelle catégorie de soldats apparaît : sur une base volontaire (mais pour un total ne devant pas excéder 15 % des conscrits de l'année), les hommes peuvent effectuer la totalité de leurs jours de service en une fois (en revanche, la durée du service long est de 300 jours). Les autres continuent de suivre le modèle traditionnel en servant près de quatre mois d'abord dans leur école de recrues (formation de base), puis en effectuant chaque année un cours de répétition de trois semaines, jusqu'à ce qu'ils servent le nombre de jours requis (en principe, six cours à effectuer) ou jusqu'à la fin de l'année où ils atteignent l'âge de 34 ans. Le cours de répétition est précédé, pour les cadres, d'un cours de cadres d'une durée de trois à cinq jours qui permet la préparation du cours de répétition.
Depuis la réforme, l'Armée suisse est composée d'un effectif en temps normal de 140 000 soldats, dont un noyau de 3 600 professionnels, la moitié d'entre eux étant instructeurs ou officiers. Les femmes peuvent servir volontairement dans les forces armées et peuvent désormais rejoindre n'importe quelle unité, y compris les unités de combat. Avant Armée XXI, elles n'étaient pas autorisées à faire usage d'armes sauf en cas de légitime défense. Depuis la réforme, cette exception n'existe plus et près de 2 000 femmes servent actuellement dans l'Armée.
Les soldats suisses sont répartis en deux armes : les Forces terrestres et les Forces aériennes avec à leur tête deux commandants de corps. Les armes se subdivisent de façon simplifiée par rapport à l'ancienne Armée 95 : suppression des corps d'armée, divisions et régiments au profit de groupements plus facilement mobilisables et gérables. Les deux plus importants de ces groupements sont les brigades (environ 7 000 à 10 000 soldats) et les bataillons (environ 600 à 800 soldats).
Le service d'avancement a également été remanié avec Armée XXI. Auparavant, le système était par palier et reposait obligatoirement sur la formation de sous-officier. Ainsi, toute personne souhaitant monter en grade devait effectuer, après l'école de recrues de quatre mois, une école de sous-officier de six semaines (fonction de chef de groupe au grade de caporal à l'époque) et un service pratique (c'est-à-dire une école de recrues de quatre mois en tant que sous-officier). Par la suite, il était possible de devenir sous-officier supérieur ou officier, en effectuant une autre école (un mois pour un sous-officier supérieur et quatre mois pour un officier) et à nouveau un service pratique de quatre mois dans une école de recrues dans une fonction correspondant au nouveau grade. Avec Armée XXI, la sélection se faisait beaucoup plus tôt et les futurs cadres de l'Armée sont dirigés directement sur une voie de sous-officier spécialiste (caporal actuellement), de chef de groupe (sergent actuellement), de sous-officier supérieur (fourrier ou sergent-major chef) ou d'officier (lieutenant) sans devoir passer obligatoirement par la fonction de chef de groupe. Pendant la formation, un système de passerelle permettait des transferts, permettant à un candidat sous-officier de passer dans la formation pour officier ou à un candidat officier d'être renvoyé à une formation de sous-officier voire d'être renvoyé à la troupe comme soldat.
Ce système permettait notamment une réduction du temps de formation : une année pour devenir lieutenant, alors qu'il en fallait entre une et demie et deux auparavant. Il n'offrait toutefois pas autant de temps qu'auparavant pour exercer le futur cadre au commandement en condition réelle avec des recrues, ni pour maîtriser les connaissances militaires et spécialisées aux différents niveaux hiérarchiques.
Cela a poussé l'armée à modifier le système en 2018. Les recrues doivent maintenant complèter les 4 mois d'école de recrue avant d'aller à l'école de sous-officiers (1 mois). Ensuite ces derniers effectuent leur service pratique complet. Ceux qui aspirent à devenir officiers doivent quant à eux effectuer 6 semaines de paiement de galons en tant que sergent avant d'aller à l'école d'officier (4 mois). Cela permet aux futur officiers de mieux comprendre le travail de sous-officier et a été permis par la réduction de 3 écoles de recrues à 2 écoles par année, ce qui donne plus de temps pour la formation des officiers.

### Développement de l’armée (DEVA)
Le programme de développement de l’armée (DEVA) réduit le nombre d’hommes mais veut augmenter leur disponibilité : les plans de mobilisation générale sont réactivés, avec pour objectif de mettre sur pied 8 000 soldats en 1 à 3 jours , et 35 000 en dix jours, une capacité unique en Europe et dans l'OTAN,. En 2021, l'armée suisse n'a pas achevé la mise en œuvre du processus du DEVA, mais ces changements devraient être terminés d'ici la fin 2022.
Le premier essai pratique de DEVA a lieu lors de la pandémie de Covid-19 : 4 000 militaires sont mobilisés par message en quelques heures, à l'appel du Conseil fédéral. Sous le commandement de Raynald Droz, ils viennent appuyer les autorités sanitaires cantonales. C'est la plus grande mobilisation de l'armée depuis la Seconde Guerre mondiale.

## Logos

Ancien Logo.
Logo polyglotte jusqu'à 2023.
Logo polyglotte depuis 2023.
Logo francophone depuis 2023.
Logo germanophone depuis 2023.
Logo italophone depuis 2023.

## Caractéristiques organisationnelles

### Commandement

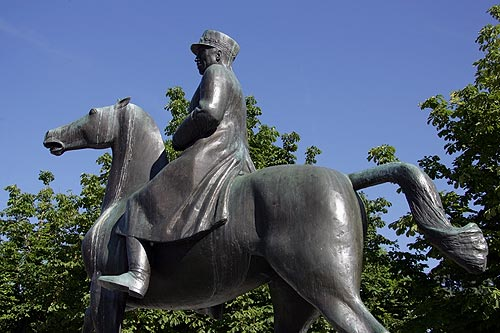
Henri Guisan, général durant la Seconde Guerre mondiale.

En temps de paix, les forces armées sont dirigées par le chef de l'Armée qui dépend du conseiller fédéral responsable du département de la défense, de la protection de la population et des sports (DDPS) et du Conseil fédéral tout entier. En temps de crise ou de guerre, l'Assemblée fédérale élit le général de l'Armée suisse, pour devenir commandant en chef de l'Armée (le général). Depuis 1848, quatre hommes ont exercé cette fonction :
- Guillaume-Henri Dufour (guerre du Sonderbund et affaire de Neuchâtel)
- Hans Herzog (guerre franco-prussienne de 1870)
- Ulrich Wille (Première Guerre mondiale)
- Henri Guisan (Seconde Guerre mondiale)

Les officiers généraux qui porteraient le titre de général dans d'autres armées ne le portent pas en Suisse puisque ce titre est limité aux périodes de guerre. On utilise plutôt les appellations de brigadier, divisionnaire et de commandant de corps. Leurs insignes sont stylisés par des edelweiss. Lors de missions internationales, les officiers généraux suisses sont toutefois appelés généraux pour les mettre sur un pied d'égalité avec leurs collègues étrangers.
Depuis 2003, l'Armée a en tête, un chef qui détient le grade de commandant de corps. Les personnes qui ont été nommées à ce poste sont :
- Commandant de corps Christophe Keckeis (1er janvier 2003 au 31 décembre 2007)
- Commandant de corps Roland Nef (du 1er janvier au 20 août 2008)[26]
- Commandant de corps André Blattmann, ad interim, depuis le 20 août 2008 ; confirmé dans sa fonction le 25 février 2009
- Commandant de corps Philippe Rebord, Chef de l'Armée de 2017 à 2019.
- Commandant de corps Thomas Süssli, Chef de l'Armée depuis le 1er janvier 2020.

### Structure

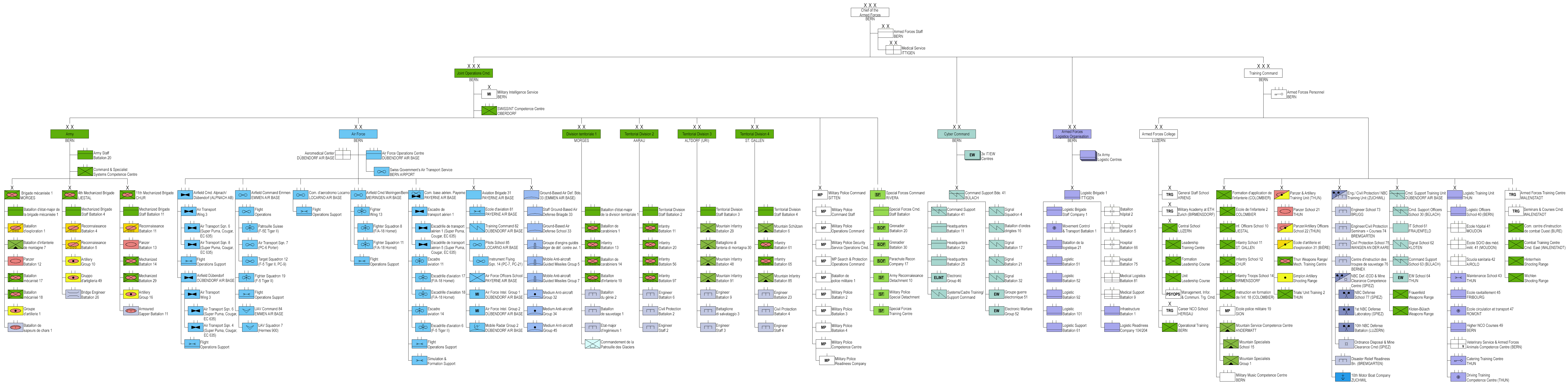
Organigramme de l'Armée suisse.

[Quand ?]

#### Grandes unités
- Trois brigades mécanisées (1, 4, 11)
  - Brigade mécanisée 1, commandant : brigadier Serge Pignat
    - Bataillon d'état-major de la brigade mécanisée 1
    - Bataillon d'exploration 1
    - Bataillon de chars 12
    - Bataillon mécanisé 17
    - Bataillon mécanisé 18
    - Groupe d'artillerie 1
    - Bataillon de sapeurs de chars 1

  - Mechanisierte Brigade 4 (Brigade mécanisée 4), commandant : brigadier Romeo Fritz
    - Mechanisierte Brigade Stabsbataillon 4 (Bataillon d'état-major de la brigade mécanisée 4)
    - Aufklärungsbataillon 4 (Bataillon d'exploration 4)
    - Aufklärungsbataillon 5 (Bataillon d'exploration 5)
    - Artillerieabteilung 10 (Groupe d'artillerie 10)
    - Artillerieabteilung 49 (Groupe d'artillerie 49)
    - Pontonierbataillon 26 (Bataillon de pontonniers 26)
    - Heeresstabsbataillon 20 (Bataillon d'état-major des Forces terrestres 20)

  - Mechanisierte Brigade 11 (Brigade mécanisée 11), commandant : brigadier Christoph Roduner
    - Mechanisierte Brigade Stabsbataillon 11 (Bataillon d'état-major de la brigade mécanisée 11)
    - Aufklärungsbataillon 11 (Bataillon d'exploration 11)
    - Panzerbataillon 13 (Bataillon de chars 13)
    - Mechanisiertes Bataillon 14 (Bataillon mécanisé 14)
    - Mechanisiertes Bataillon 29 (Bataillon mécanisé 29)
    - Panzersappeurbataillon 11 (Bataillon de sapeurs de char 11)
    - Artillerieabteilung 16 (Groupe d'artillerie 16)
- Quatre divisions territoriales (1, 2, 3, 4)
  - Division territoriale 1, secteur de responsabilité : Suisse romande et canton de Berne. Commandant : divisionnaire Raynald Droz
    - Office de coordination 1
    - État-major d'ingénieurs 1
    - États-majors cantonaux de liaison territoriaux
    - Bataillon d'état-major de la division territoriale 1
    - Bataillon d'infanterie 13
    - Bataillon d'infanterie 19
    - Bataillon de carabiniers 1
    - Bataillon de carabiniers 14
    - Bataillon d'infanterie de montagne 7
    - Bataillon du génie 2
    - Bataillon de sauvetage 1
    - Commandement de la Patrouille des Glaciers

  - Territorialdivision 2, cantons de Lucerne, d'Obwald, de Nidwald, de Soleure, de Bâle-Ville, de Bâle-Campagne et d'Argovie. Commandant : divisionnaire Daniel Keller
    - Koordinationsstelle 2
    - Stab Territorialdivision 2
    - Ingenieurstab 2
    - Kantonale Territorial Verbindungsstäbe
    - Territorialdivision Stabsbataillon 2
    - Infanteriebataillon 11
    - Infanteriebataillon 20
    - Infanteriebataillon 56
    - Infanteriebataillon 97
    - Geniebataillon 6
    - Rettungsbataillon 2

  - Territorialdivision 3 / Divisione territoriale 3, cantons d'Uri, de Schwyz, des Grisons et du Tessin. Commandant : divisionnaire Maurizio Dattrino
    - Koordinationsstelle 3 / Ufficio di coordinazione 3
    - Territorialdivision Stabsbataillon 3
    - Gebirgsinfanteriebataillon 29
    - Battaglione di fanteria di montagna 30
    - Gebirgsinfanteriebataillon 48
    - Gebirgsinfanteriebataillon 91
    - Geniebataillon 9
    - Battaglione di salvataggio 3

  - Territorialdivision 4, cantons de Saint-Gall, de Schaffhouse, d'Appenzell Rhodes-Intérieures, d'Appenzell Rhodes-Extérieures, de Zurich, de Glaris et de Thurgovie. Commandant : divisionnaire Willy Brülisauer
    - Koordinationsstelle 4
    - Territorialdivision Stabsbataillon 4
    - Infanteriebataillon 61
    - Infanteriebataillon 65
    - Gebirgsinfanteriebataillon 85
    - Gebirgsschützenbataillon 6
    - Geniebataillon 23
    - Rettungsbataillon 4
- Brigade logistique 1, commandant : brigadier Meinrad Keller
  - Compagnie d'état-major de la brigade logistique 1
  - Compagnie d'intervention de la logistique 104
  - Bataillon de la logistique 21
  - Bataillon de la logistique 51
  - Bataillon de la logistique 52
  - Bataillon de la logistique 92
  - Bataillon de la logistique 101
  - Bataillon de support de la logistique 61
  - Bataillon de circulation et de transport 1
  - Bataillon d'infrastructure 1
  - Bataillon hôpital 2
  - Bataillon d'hôpital 5
  - Bataillon d'hôpital 66
  - Bataillon hôpital 75
  - Bataillon de la logistique sanitaire 81
  - Bataillon de support sanitaire 9
- Brigade d'aide au commandement 41 (Führungsunterstützungsbrigade 41), commandant : brigadier Martino Ghilardi
  - Commandement systèmes/instruction des cadres/support (Kommando Systeme/Kaderausbildung/Support)
  - Führungsunterstützungbataillon 41
  - HQ Bataillon 11
  - HQ Bataillon 22
  - HQ Bataillon 25
  - Richtstrahlbataillon 4
  - Richtstrahlbataillon 16
  - Richtstrahlbataillon 17
  - Richtstrahlbataillon 21
  - Richtstrahlbataillon 32
  - Elektronikabteilung 46
  - Groupe GE 51 (EKF Abteilung 51), guerre électronique
  - EKF Abteilung 52

#### Commandement de l'instruction
Le commandement de l’Instruction (cdmt Instr) est responsable de planifier, de piloter et de dispenser une instruction uniforme des troupes, des cadres, des formations et des états majors.
- Formation supérieure des cadres de l'armée FSCA (de)
  - État-major de l’instruction opérative (EM instr op)
  - École centrale EC (de) à Lucerne
    - Commandement MIKA : Formation au Management, pour l’Information et à la Communication
    - Centre de formation au commandement

  - École d'état-major général (de) à Kriens
  - Commandement de l'instruction à la conduite et à la communication CCC à Lucerne
  - Académie militaire (ACAMIL) (de) à l'EPF de Zurich
  - École des sous-officiers de carrière de l'armée (de) à Herisau
- Personnel de l’armée
- Formation d’application de l'infanterie, Cdmt FOAP Inf à Colombier
  - École de l'infanterie 2, Cdmt E inf 2 à Colombier
  - École d'officiers de l'infanterie 10, Cdmt E Of inf 10 à Liestal
  - École de l'infanterie 11, Cdmt E inf 11 à Saint-Gall
  - École de l'infanterie 11, Cdmt E inf 12 à Coire
  - École de l'infanterie service long 14, Cdmt E inf SL 14 à Birmensdorf
  - Centre de compétences du service alpin de l'armée, Cen comp S alpin A à Andermatt
  - Centre de compétence de la musique militaire à Berne
  - IFO de l'infanterie 18, Cdmt IFO inf 18 à Colombier
  - École de l'infanterie police militaire 19, Cdmt E PM 19 à Sion
- Formation d’application des blindés et de l’artillerie, Cdmt FOAP blindés et artillerie à Thoune
  - École de chars 21, Cdmt E chars 21 à Thoune
  - Écoles d'artillerie et exploration 31, Cdmt E Art 31 à Bière
  - École d'officiers des blindés et de l'artillerie 22, Cdmt E Of bl/art 22 à Thoune
  - Place d'armes de Thoune / Centre d'instruction des troupes mécanisées (CIM)
  - Place d'armes de Bière / Centre d'Instruction de l'Artillerie
- Formation d’application du génie et du sauvetage, Cdmt FOAP génie/sauvetage à Zuchwil
  - École du génie 73 à Brugg
  - École d'officiers du génie et du sauvetage 74 à Bremgarten
  - École de sauvetage 75 à Wangen an der Aare
  - Centre d'instruction des troupes de sauvetage (CITS 76) à Genève
  - Bataillon d'aide en cas de catastrophe (Katastrophenhilfe Bereitschaftsbataillon) à Bremgarten
  - Centre de compétence ABC-KAMIR à Spiez
  - Centre de compétences sport Armée à Macolin
  - Compagnie de canots-moteur 10 (Motorbootkompanie 10) à Zuchwil
  - Bataillon de protection ABC 10 (ABC-Abwehrbataillon 10) à Spiez
  - Laboratoire de protection ABC 1 (ABC-Abwehrlabor 1) à Spiez
  - Compagnie d'engagement de protection ABC (ABC-Abwehr-Einsatzkompanie)
- Formation d'application d'aide au commandement, Cdmt FOAP aide cdmt à Dübendorf
  - École d'informatique 61 à Frauenfeld
  - Écoles d’ondes dirigées 62 à Kloten
  - École d'aide au commandement 63 à Bülach
  - École de brouillage radio EKF 64 à Jassbach
  - École d’officiers de l’aide au commandement 30 à Bülach
  - Place d'armes de Frauenfeld
- Formation d’application de la logistique, Cdmt FOAP logistique à Thoune
  - Écoles d’officiers de la logistique 40, Cdmt EO log 40 à Berne
  - Écoles hôpital 41, Cdmt E hôp 41 à Moudon
    - ESO/EO des médecins militaires 41

  - Écoles sanitaires 42, Cdmt E san 42 à Airolo
  - École de maintenance 43, Cdmt E maint 43 à Thoune
  - Écoles ravitaillement 45, Cdmt E rav 45 à Fribourg
  - Écoles circulation et transport 47, Cdmt E CT 47 à Romont
    - Compagnie de transport 1 et 2 à Romont (FR), Place d'armes (Drognens)
    - Compagnie de transport 3 à Frauenfeld (TG)
    - Compagnie de transport 4 à Wangen a.A. (BE)
    - Compagnie de transport 5 à Berthoud (BE)
    - Compagnie circulation 6 au Monte Ceneri (TI)

  - Stages de formation pour sous-officiers supérieurs 49, Cdmt SF sof sup 49 à Berne
  - Centre d'instruction de la subsistance à Thoune
  - Centre de compétences du service vétérinaire et des animaux de l'armée à Berne (caserne Sand bei Schönbühl)
    - Colonnes du train 13/1, 13/2 et 13/3
    - Compagnie vétérinaire 13/4
    - Compagnie de conducteur de chien 13/5

  - Centre de compétences pour l’instruction à la conduite au sein de l’armée, Cen comp ICA à Thoune

### Couleurs d'arme et de service auxiliaire
Les différentes troupes se distinguent par la couleur de leur béret ou des insignes de col sur l'uniforme de sortie :
| Incorporation                                           | Béret                   | Insignes de col         |
| Commandement de l'Armée                                 | Commandement de l'Armée | Commandement de l'Armée |
| ------------------------------------------------------- | ----------------------- | ----------------------- |
| Officiers généraux et commandant en chef de l'Armée     | noir                    | noir                    |
| Armes                                                   |                         |                         |
| Infanterie                                              | vert                    | vert                    |
| Troupes blindées                                        | noir                    | jaune                   |
| Artillerie                                              | rouge                   | rouge                   |
| Forces aériennes                                        | bleu foncé              | bleu foncé              |
| Troupes de défense contre avions                        | bleu foncé              | bleu foncé              |
| Troupes de génie                                        | noir                    | noir                    |
| Troupes de transmission/ troupes d'aide au commandement | noir                    | gris-bleu               |
| Troupes de sauvetage                                    | noir                    | rouge                   |
| Troupes de la logistique                                | lie-de-vin              | lie-de-vin              |
| Troupes sanitaires                                      | bleu roi                | bleu roi                |
| Securité militaire                                      | gris                    | gris                    |
| Troupes de défense NBC                                  | noir                    | jaune-vert              |
| Forces Spéciales                                        | sable                   |                         |
| Services auxiliaires                                    |                         |                         |
| Officiers d'état-major général                          | noir                    | noir                    |
| Service de renseignement militaire                      | noir                    | noir                    |
| Justice militaire                                       | noir                    | violet                  |
| Aumônerie de l'Armée                                    | noir                    | noir                    |
| Service territorial                                     | noir                    | orange                  |

### Grades de l'Armée suisse

#### Grade militaire et vie civile
Pendant longtemps, revêtir un grade militaire en Suisse était une marque de prestige, voire une condition sine qua non pour atteindre certaines fonctions ou certains postes que ce soit dans des entreprises privées ou dans la fonction publique. Les grandes banques suisses furent longtemps demandeuses en la matière, si bien qu'il était pratiquement impossible de devenir, à une certaine époque, cadre dans une banque sans au moins être sous-officier voire officier dans l'armée. Par exemple, l'entreprise Oerlikon-Bührle (aujourd'hui devenu OC Oerlikon) exigeait que ses cadres aient au minimum le grade de capitaine et qu'ils aient éventuellement accompli les cours EMG (état-major général). Certaines personnes, pas forcément très motivées par une carrière militaire de milice, gradaient malgré tout afin de donner de meilleures chances à leur carrière professionnelle.
Vers le début des années 1990, le ralentissement économique aidant, la situation se modifie. Les employeurs voient de moins en moins d'un bon œil l'absence prolongée de leur personnel au profit de l'Armée, absence d'autant plus longue chez les gradés désirant monter dans la hiérarchie militaire. Vers le milieu des années 1990, il est d'ailleurs constaté une très forte baisse des personnes désirant accéder à la fonction d'officier.
Les réformes militaires des dernières années ont notamment intégré cet élément et essayé de revaloriser la formation des cadres militaires de milice en la rendant plus attractive : réduction importante du temps de service et reconnaissance dans la vie civile de la formation militaire en matière de conduite humaine par un certificat ou un brevet reconnu sur le plan fédéral. Une association professionnelle civile regroupant les cadres suisses octroie également aux officiers un diplôme de conduite/leadership (3 différents niveaux de diplôme) sur la base d'une procédure de reconnaissance et de validation des formations et des expériences militaires.
L'Armée suisse, devant maintenir un nombre suffisant de cadres, se réserve le droit de contraindre les militaires à l'avancement.

## Formation

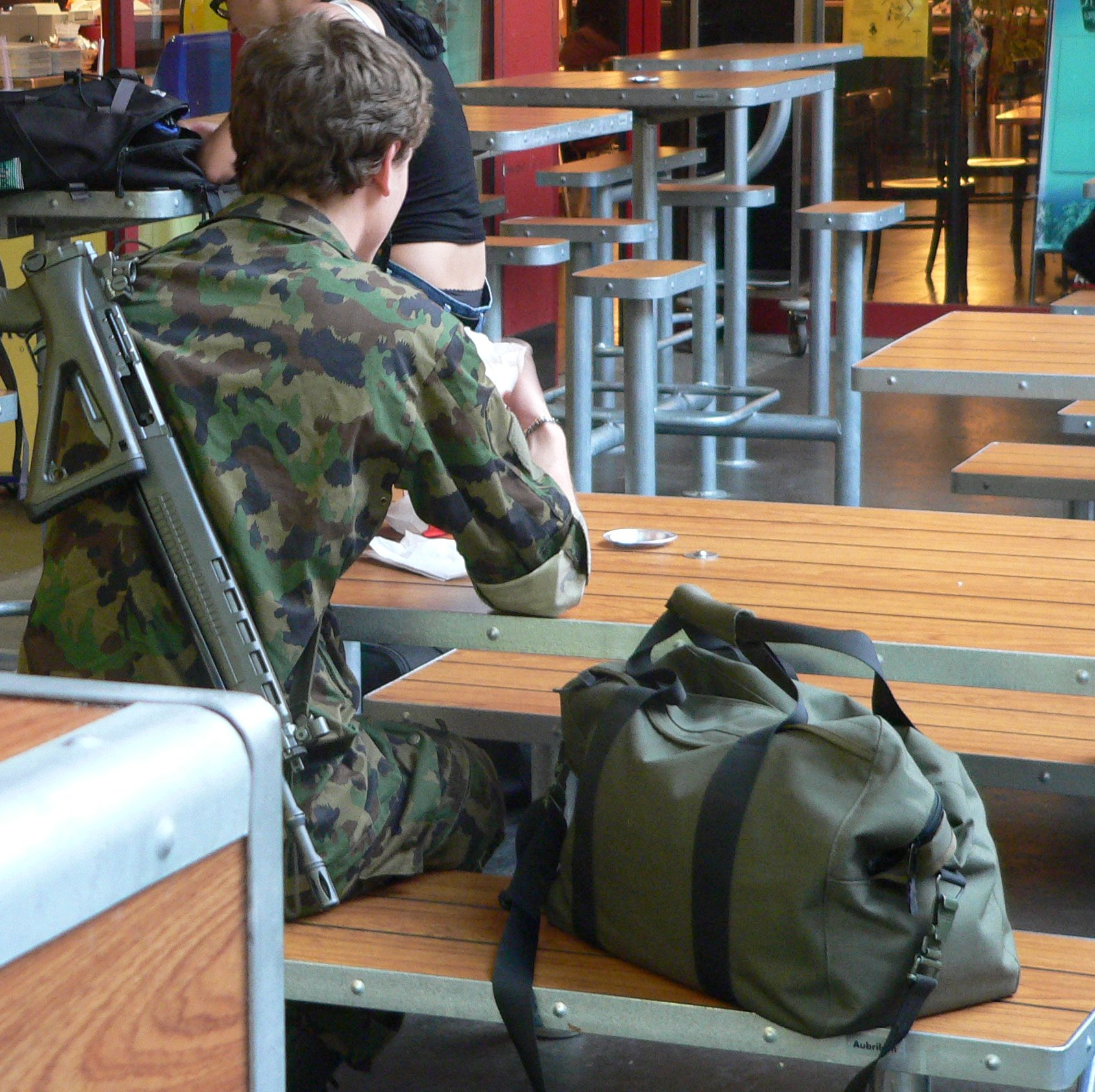
Soldat suisse dans un restaurant.

Tous les citoyens suisses de sexe masculin sont astreints à un service militaire qui constitue la base de la formation militaire de l'Armée suisse. Pour les citoyennes de sexe féminin, le service militaire se fait de manière volontaire.
La conscription se produit à l'âge de 18 ans. À 20 ans, la moitié du service est effectuée pendant une période de première formation (école de recrues puis instruction à la fonction) de 18 ou 21 semaines, selon l'incorporation, à l'exception des grenadiers des forces spéciales qui effectuent un service de 23 semaines. Ensuite, les hommes restent incorporés dans l'Armée jusqu'à l'âge de 30 ans (ou jusqu'à la fin de l'année où ils atteignent 34 ans si le service n'est pas entièrement accompli), exécutant trois semaines de formation annuelle (cours de répétition), jusqu'à atteindre un total de 245 jours de service (pour les simples soldats). La période de service pour les officiers est sensiblement plus longue (600 jours pour un lieutenant ou un premier-lieutenant). Les nouveaux sous-officiers et officiers doivent, après leur formation de cadres (école, respectivement, de sous-officiers ou d'officiers), effectuer un service pratique dans une école de recrues, mais cette fois-ci dans une fonction correspondant à leur nouveau grade. C'est ce que l'on appelle communément le paiement de galons.
Il est possible de remettre l'école de recrues ou les cours de répétition à plus tard, notamment pour terminer des études. Pour effectuer leur service, les hommes interrompent leur travail. Durant cette période, l'employé est payé entre 80 % et 100 % de son salaire régulier par son employeur. Un système d'allocations pour perte de gain (Caisse de compensation) permet à l'État de verser à l'employeur une compensation pour les jours de service effectués par l'employé. Les personnes n'ayant pas d'employeur (par exemple les étudiants) se font directement verser le montant de cette compensation. Les militaires reçoivent également « la solde » (petite rétribution financière par jour de service). Durant leurs jours de service, les militaires peuvent voyager gratuitement sur l'ensemble des transports publics.
Depuis la réforme Armée XXI, la possibilité existe pour les recrues de certaines armes d'effectuer la totalité de leurs jours de service (dans ce cas 300 jours au lieu des 260 jours du modèle classique pour les simples soldats) en une seule fois et de terminer ainsi leurs obligations militaires. À noter qu'en cas de service long, le grade de premier-lieutenant est le plus élevé qu'il est possible d'atteindre en une période de service ininterrompue (un lieutenant devenant automatiquement premier-lieutenant après un certain nombre de jours effectués.)

## Infrastructures

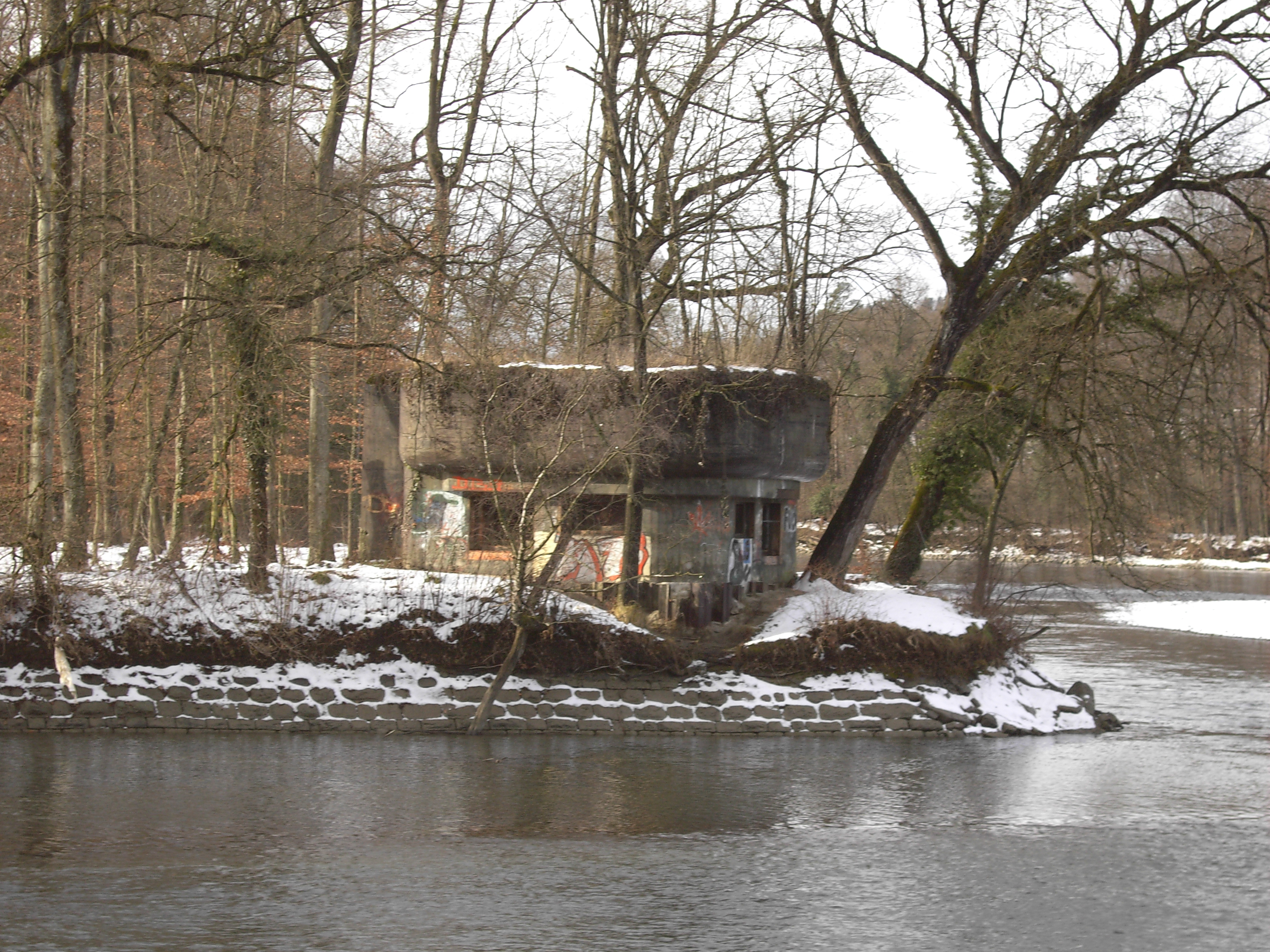
Bunker près de la jonction entre l'Aar et la Reuss.

La Loi fédérale sur la protection de la population et sur la protection civile exige des abris destinés à protéger la population. En 2010, le taux de couverture est de 1,09 place par habitant. On y trouve également des hôpitaux et des centres de commandement destinés à poursuivre la marche du pays en cas d'urgence.
Des fortifications permanentes sont établies dans les Alpes afin de pouvoir reprendre possession des vallées après une invasion éventuelle. Elles incluent des bases aériennes souterraines, les avions, les équipages et le matériel étant logés dans des cavernes. Ces fortifications sont construites en fonction du concept de Réduit national datant des années 1930. Il est alors prévu que si les puissances de l'Axe envahissent la Suisse, ils doivent le faire à un prix énorme, l'Armée se barricadant dans des forteresses qu'il serait difficile de prendre. Car le gouvernement pense que le but d'une invasion de la Suisse serait de prendre le contrôle des itinéraires de transport à travers les Alpes, à savoir les cols du Saint-Gothard, du Simplon et du Grand-Saint-Bernard, car la Suisse ne possède aucune ressource naturelle.

## Équipements

### Équipements des forces terrestres

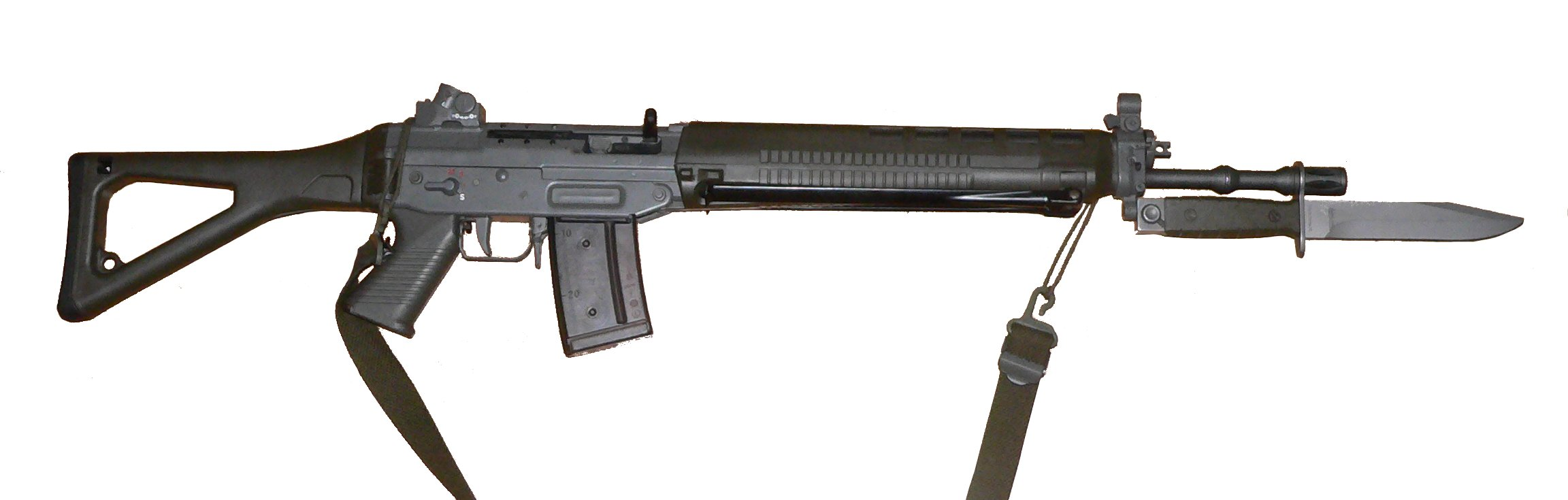
F ass 90.

Les militaires suisses sont équipés, en 2025, du fusil d'assaut F ass 90 a partir de 1990 et/ou du pistolet P220 Pist 75 a partir de 1975, tous deux de marque SIG Sauer. Les célèbres couteaux suisses sont également mis en circulation (bien qu'ils ne soient pas rouges mais vert olive (anciennement argentés) pour les soldats et sous-officiers), mais ne sont pas considérés comme des armes.
Les soldats suisses gardent leur arme personnelle, leurs uniformes et une partie de leur équipement chez eux en cas de mobilisation immédiate. Les munitions et le matériel sont conservés dans les arsenaux où les unités doivent se rendre. Toutefois, les soldats conservaient chez eux des munitions en quantité très limitée (appelées munition de poche, dans des boîtes scellées) à n'utiliser qu'en temps de guerre (pendant qu'ils rejoignent leurs unités) : une cinquantaine de cartouches pour le F ass 90 ou une boîte de 24 cartouches 9 mm pour les possesseurs de P220. Une polémique a enflé en Suisse concernant la possession de l'arme et des munitions à leur domicile par les citoyens-soldats, les détracteurs de cette tradition arguant un nombre élevé de drames violents dans la société helvétique commis au moyen d'une arme d'ordonnance. En réaction, le conseil fédéral a pris la décision de retirer la munition de poche aux hommes depuis 2007. L'arme en revanche reste partie intégrante de l'équipement personnel.
Chaque année, les soldats doivent également se présenter avec leurs fusils à un stand de tir et effectuer un programme minimum afin de conserver leur habilité (programme appelé tirs obligatoires). Les porteurs de pistolet (en général les officiers, les sous-officiers supérieurs ainsi que les troupes sanitaires) en sont exemptés. Pour l'anecdote, les officiers subalternes (lieutenant et premier-lieutenant), bien qu'équipés d'un pistolet, sont toutefois astreints aux tirs obligatoires qu'ils peuvent effectuer au choix avec un fusil d'assaut ou leur pistolet.
À la fin de leurs obligations militaires, les militaires peuvent garder leur arme F ass 90 en souvenir (après enquête des autorités civiles, qui contrôlent notamment le casier judiciaire), moyennant une modification de l'arme supprimant la fonction tir en rafale, permettant ainsi de ne tirer que coup par coup (la seule fonction autorisée dans les stands de tirs).

### Armes principales
- Armes principales :
  - 134 chars 87 Leopard 2A4 WE

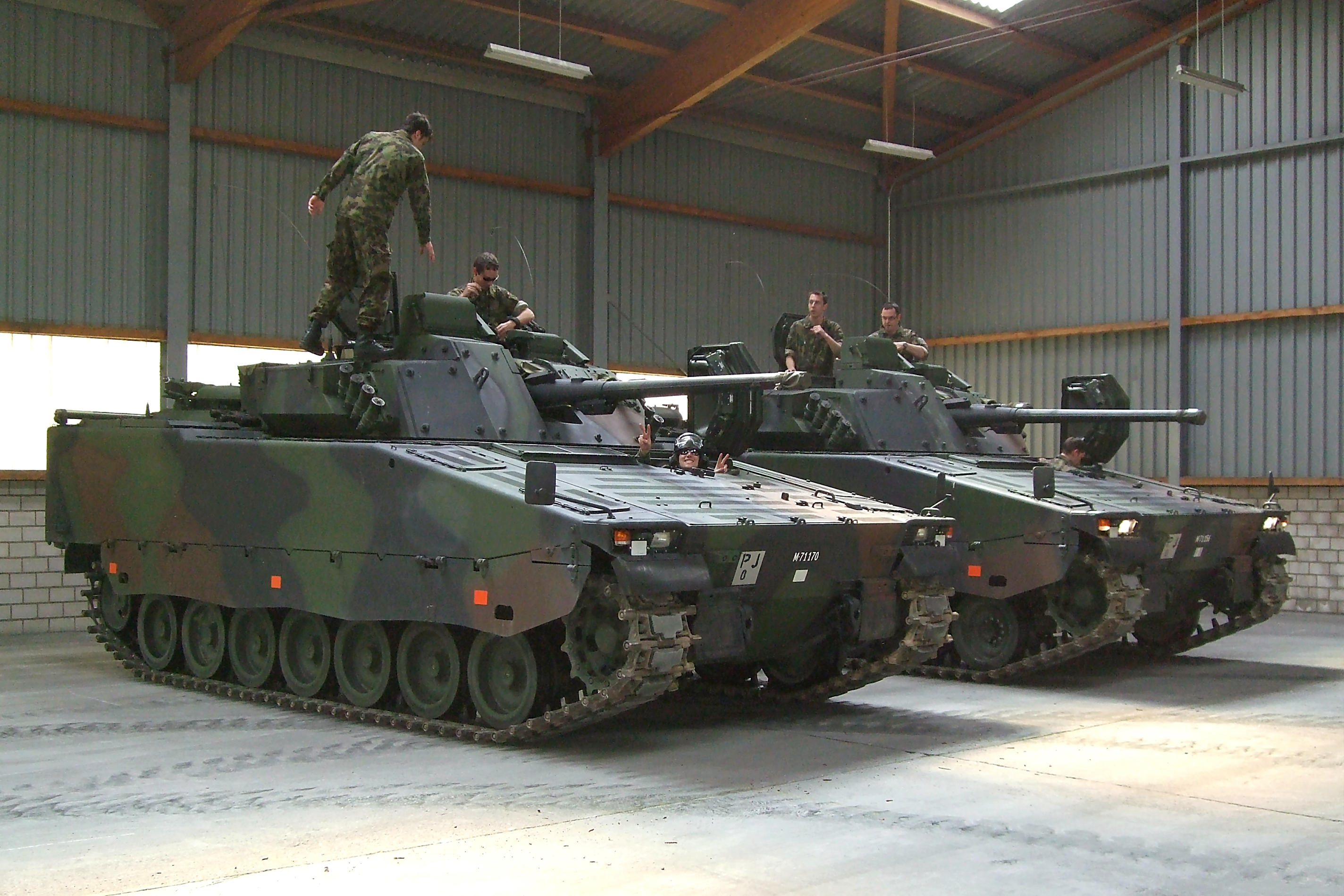
Combat Vehicle 90 désigné dans l'armée suisse chars de grenadiers 2000.

  - 186 chars de grenadiers 2000 CV9030
  - 515 chars de grenadiers à roues 93 Mowag Piranha II
  - 417 GMTF
  - 311 chars de grenadiers M113 (Sapeur de Char, commandement)
  - 326 véhicules d'exploration 93, 93/97 Mowag Eagle
  - 120 véhicules de commandant de tir d'artillerie 2000 Mowag Eagle
  - 133 obusiers blindés M109 KAWEST
  - 45 canons Oerlikon de 35 mm de DCA
  - 288 engins guidés de DCA Stinger
  - 60 unités de feu engins guidés de DCA Rapier

### Effectifs

#### Évolution des effectifs
Les chiffres ci-dessous comprennent l'effectif total de l'Armée ainsi que le nombre de réservistes :
- Effectif réglementaire de l'Armée au 1er janvier 2005 : 192 000 militaires (dont 15 000 officiers et 19 000 sous-officiers) et 22 000 réservistes[2] ;
- Effectif réglementaire de l'Armée en 2006 : 197 000 militaires et 11 000 réservistes[2] ;
- Effectif réglementaire de l'Armée en 2007 : 192 000 militaires et 9 000 réservistes[2] ;
- Effectif réglementaire de l'Armée en 2008 : 180 000 militaires et 10 000 réservistes[2] ;
- Effectif réglementaire de l'Armée au 1er mars 2009 : 188 433 militaires (dont 17 610 officiers et 31 613 sous-officiers) et 14 422 réservistes[2] ;
- Effectif réglementaire de l'Armée au 1er mars 2010 : 174 299 militaires (dont 16 893 officiers et 28 990 sous-officiers) et 19 535 réservistes[2].
- Effectif réglementaire de l'Armée en 2011 : 162 571 militaires et 25 504 réservistes[2].

## Budget
- Dépenses dans le domaine de la défense en 2005 :
  - total de 4 089 millions de francs suisses
  - total de 2 647 millions de francs suisses pour l'exploitation
  - total de 1 442 millions de francs suisses en dépenses d'armement
    - 35 %, biens et services
    - 30 %, personnel
    - 5 %, immobilier
    - 3 %, études de projets, essais et préparatifs d'acquisition
    - 7 %, équipement et renouvellement de l'équipement
    - 20 %, armement
- Dépenses dans le domaine de la défense en 2009 : 3,895 milliards de francs suisses[2] ;
- Dépenses dans le domaine de la défense en 2010 : 3,879 milliards de francs suisses.

L'évolution du budget de la défense suisse en milliards de dollars selon les données de la Banque mondiale est la suivante,, :
| Année | Budget de la défense | % du PNB | % dépenses publiques |
| ----- | -------------------- | -------- | -------------------- |
| 1989  | $ 3 082 038 963      | 1,52     | 5,34                 |
| 1990  | $ 4 056 408 189      | 1,57     | 5,52                 |
| 1991  | $ 4 016 764 413      | 1,54     | 5,07                 |
| 1992  | $ 4 138 043 834      | 1,52     | 4,73                 |
| 1993  | $ 3 611 212 626      | 1,37     | 4,09                 |
| 1994  | $ 3 899 275 421      | 1,33     | 3,98                 |
| 1995  | $ 4 645 360 982      | 1,36     | 4,06                 |
| 1996  | $ 4 239 447 901      | 1,28     | 3,78                 |
| 1997  | $ 3 498 218 851      | 1,22     | 3,60                 |
| 1998  | $ 3 494 250 971      | 1,18     | 3,53                 |
| 1999  | $ 3 146 822 887      | 1,09     | 3,18                 |
| 2000  | $ 2 800 146 846      | 1,03     | 3,11                 |
| 2001  | $ 2 763 655 325      | 0,99     | 3,05                 |
| 2002  | $ 2 882 696 762      | 0,96     | 2,73                 |
| 2003  | $ 3 270 337 504      | 0,93     | 2,72                 |
| 2004  | $ 3 503 819 863      | 0,89     | 2,63                 |
| 2005  | $ 3 484 636 759      | 0,85     | 2,57                 |
| 2006  | $ 3 328 973 394      | 0,77     | 2,47                 |
| 2007  | $ 3 524 746 536      | 0,73     | 2,44                 |
| 2008  | $ 4 098 459 038      | 0,72     | 2,41                 |
| 2009  | $ 4 055 544 323      | 0,73     | 2,31                 |
| 2010  | $ 4 115 407 849      | 0,68     | 2,19                 |
| 2011  | $ 4 973 863 849      | 0,69     | 2,21                 |
| 2012  | $ 4 592 165 378      | 0,66     | 2,11                 |
| 2013  | $ 5 032 883 664      | 0,71     | 2,19                 |
| 2014  | $ 4 612 776 477      | 0,63     | 1,97                 |
| 2015  | $ 4 521 076 909      | 0,64     | 2,01                 |
| 2016  | $ 4 571 348 247      | 0,66     | 2,05                 |
| 2017  | $ 4 628 401 509      | 0,66     | 2,05                 |
| 2018  | $ 4 736 844 967      | 0,64     | 2,06                 |
| 2019  | $ 5 021 931 590      | 0,69     | 2,18                 |
| 2020  | $ 6 389 669 862      | 0,85     | 2,33                 |
| 2021  | $ 5 738 402 626      | 0,71     | 2,02                 |

## Spécificités

### Aide en cas de catastrophe
Historiquement, la Suisse a disposé de sept bataillons d'aide en cas de catastrophe (bat Acc, dont un en service continu).
- Bataillon d'aide en cas de catastrophe 1 (Bat Acc 1)
- Bataillon d'aide en cas de catastrophe 2 (Bat Acc 2)
- Bataillon d'aide en cas de catastrophe 34 (Bat Acc 34, ancien Bat Acc WEST AD HOC)
- Bataillon d'aide en cas de catastrophe 3 (Bat Acc 3)
- Bataillon d'aide en cas de catastrophe 23 (Bat Acc, ancien Bat Acc EST AD HOC)
- Bataillon d'aide en cas de catastrophe 4 (Bat Acc 4)
- Bataillon d'aide en cas de catastrophe 104 (Bat Acc 104 / Kata Hi Ber Vb 104).

Aujourd'hui, elle ne compte plus que quatre bataillons de sauvetage et quatre bataillons de Génie, un dans chaque division territoriale. La FOAP Génie/sauvetage/NBC dispose en outre du seul bataillon en service continu, le bataillon d'intervention d'aide en cas de catastrophe (bat interv acc / Kata Hi Ber Bat) basé à Bremgarten (AG). Il est constitué des troupes des Écoles de recrues de Génie et de sauvetage en service long.
- Matériels d'aides
  - WELAB 1, PC de conduite, liaison interne et externe
  - WELAB 2, Défense chimique ou radiologique
  - WELAB 3, Appuis
  - WELAB 4, Production de courant électrique et éclairages
  - WELAB 5, Transport d'eau, 1 500 m de conduites de diamètre 150 mm
  - WELAB 6, Engagement feu, avec mousse
  - WELAB 6A, Ravitaillement en mousse
  - WELAB 7, Lutte inondation
  - WELAB 8, Lutte contre la pollution de l'eau
  - WELAB 9, Poste de rétablissement
  - ESM 2 (Élément Sanitaire Modulable 2), Poste médical avancé
  - Assortiments pour la protection respiratoire
  - Assortiments pour la section de sauvetage

### Justice militaire
La Justice militaire suisse est un service auxiliaire. Il dispose d'une spécificité particulière en ce sens qu'il ne fait pas formellement partie de l'organigramme de l'Armée suisse. Cette dernière est rattachée au domaine « Défense » du Département fédéral de la défense, de la protection de la population et des sports, tandis que la Justice militaire est rattachée directement au DDPS. Dès lors, les membres de la Justice militaire sont extraits de la chaîne de commandement usuelle et disposent d'une indépendance totale à l'égard de l'Armée.
La Justice militaire suisse est divisée en deux composantes : l'Office de l'auditeur en chef et les Tribunaux militaires.

#### Office de l'auditeur en chef
L'Office de l'auditeur en chef revêt principalement des tâches administratives. Il gère le personnel de la Justice militaire et la logistique et centralise les informations. L'auditeur en chef dispose toutefois de pouvoirs de procédures : il peut ordonner des enquêtes pénales militaires et dispose d'un droit de recours contre les décisions rendues par les Tribunaux militaires de première et deuxième instance ainsi que contre les ordonnances de condamnation des auditeurs. L'auditeur en chef est nommé par le Conseil fédéral pour une durée de quatre ans ; il a le grade de brigadier,.

#### Tribunaux militaires
- Tribunal militaire (Suisse)
- Police militaire (Suisse)

### Espionnage

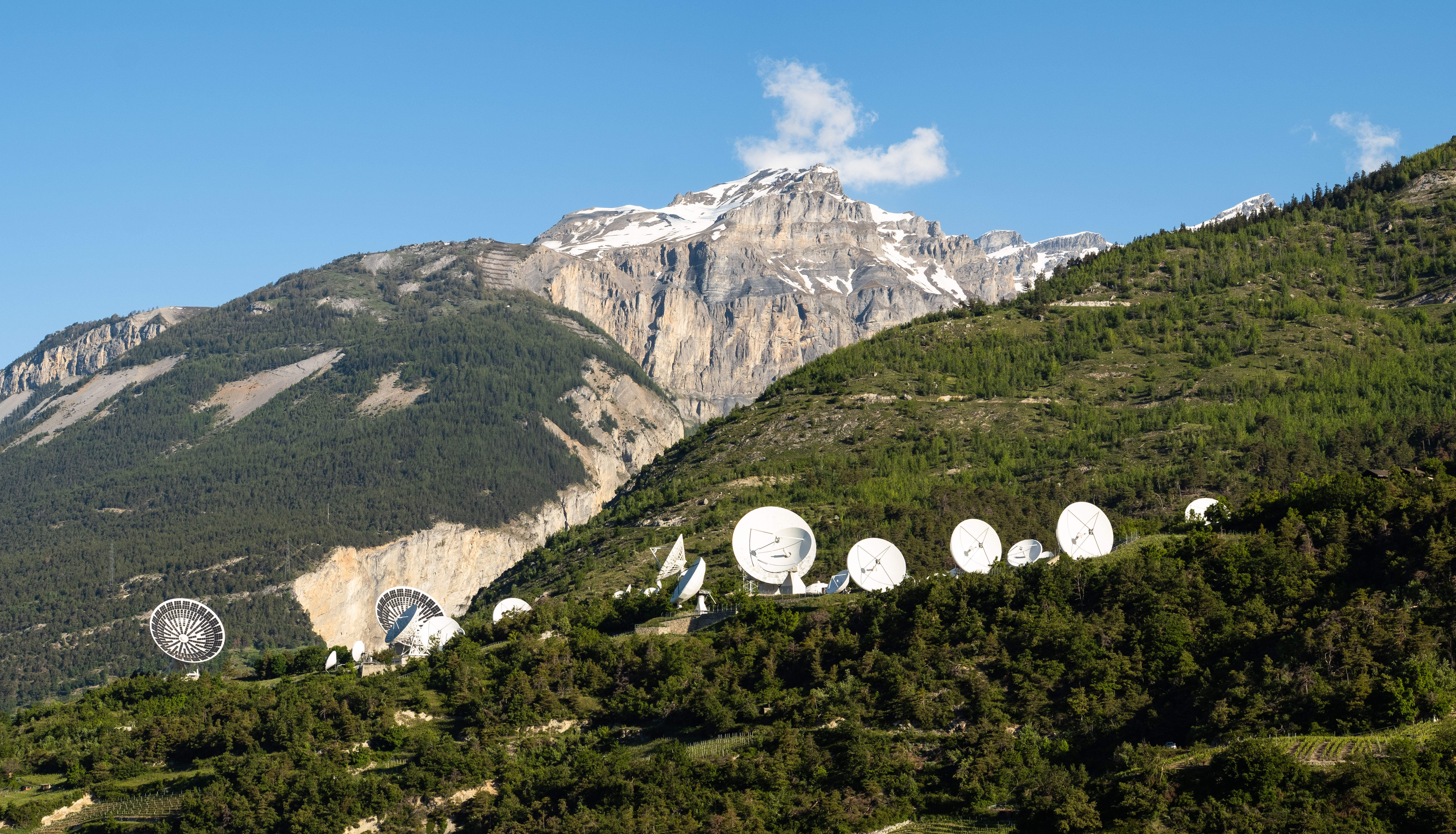
Les antennes de Loèche font partie du système Onyx.

La défense suisse possède un système d'espionnage baptisé Onyx, semblable au concept Echelon mais à échelle beaucoup plus petite. Onyx a été lancé en 2000 afin de surveiller des communications civiles et militaires par le biais du téléphone, du fax ou d'Internet. Il a été achevé en 2005 et se base actuellement sur trois sites situés en Suisse. D'une manière semblable à Echelon, il emploie des listes de mots clés pour filtrer les contenus interceptés et trouver des informations dignes d'intérêt.
Le 8 janvier 2006, l'édition dominicale du Blick (le SonntagsBlick) a publié un rapport secret produit par le gouvernement suisse en utilisant des données interceptées par Onyx. Le rapport cite un fax envoyé par le ministère égyptien des Affaires étrangères à son ambassade de Londres et décrivant l'existence des centres de détention secrets supervisés par la CIA en Europe de l'Est. Le gouvernement suisse ne confirme pas officiellement l'existence du rapport, mais lance le 9 janvier une procédure judiciaire pour fuite de documents secrets contre le journal.

### Femmes dans l’armée
Le « Service complémentaire féminin » (SCF) est organisé dès février 1940, sur la base des volontaires engagées dans le Service complémentaire dès 1939. Un total d’environ 20 000 femmes sont instruites entre 1939 et 1945. Après la guerre, la structure est maintenue et reçoit ses premières bases juridiques en 1948, de 100 à 700 femmes environ s’y engagent chaque année jusqu’en 1985. Elles ont les mêmes droits et devoirs que les militaires masculins, mais les cours sont plus brefs, la hiérarchie est simplifiée, et elles ne sont pas armées. Le SCF remplit des fonctions d’assistance à la troupe : service du matériel jusqu’en 1971, « Foyer du soldat » jusqu’en 1978, transports, cuisine, intendance, premiers secours, hôpitaux militaires (dès 1981), repérage d'avions.
De 1986 à 1994, les femmes sont incorporées dans le « Service féminin de l’armée » (SFA). De 100 à 200 femmes environ sont instruites chaque année, en 1990 il y a 2 844 militaires du SFA. Elles revêtent dès lors les mêmes grades (jusqu’à celui de brigadier) et fonctions que les militaires masculins, mais n’ont pas de mission de combat. Les incorporations possibles sont : service auto, service de la poste de campagne, service administratif, service sanitaire, service de cuisine, service d’assistance, service d’alerte, service de transmission, service des pigeons voyageurs, service de repérage et de signalisation d’avions, radar et service de transmission. Dès 1991 les militaires féminines peuvent porter une arme (pistolet, sur base volontaire).
La restructuration de l’armée de 1995 supprime la législation spécifique au SFA, le droit militaire ordinaire est désormais appliqué aux femmes qui s’engagent cependant toujours sur une base volontaire. Hommes et femmes sont soumis aux mêmes profils d’exigence, les femmes ayant en principe accès à toutes les fonctions n’impliquant pas une « mission de combat », on passe ainsi d’une douzaine de fonctions SFA à plus de 80 fonctions. Un office « Femmes dans l’armée » (FDA) est créé.

### Transmissions

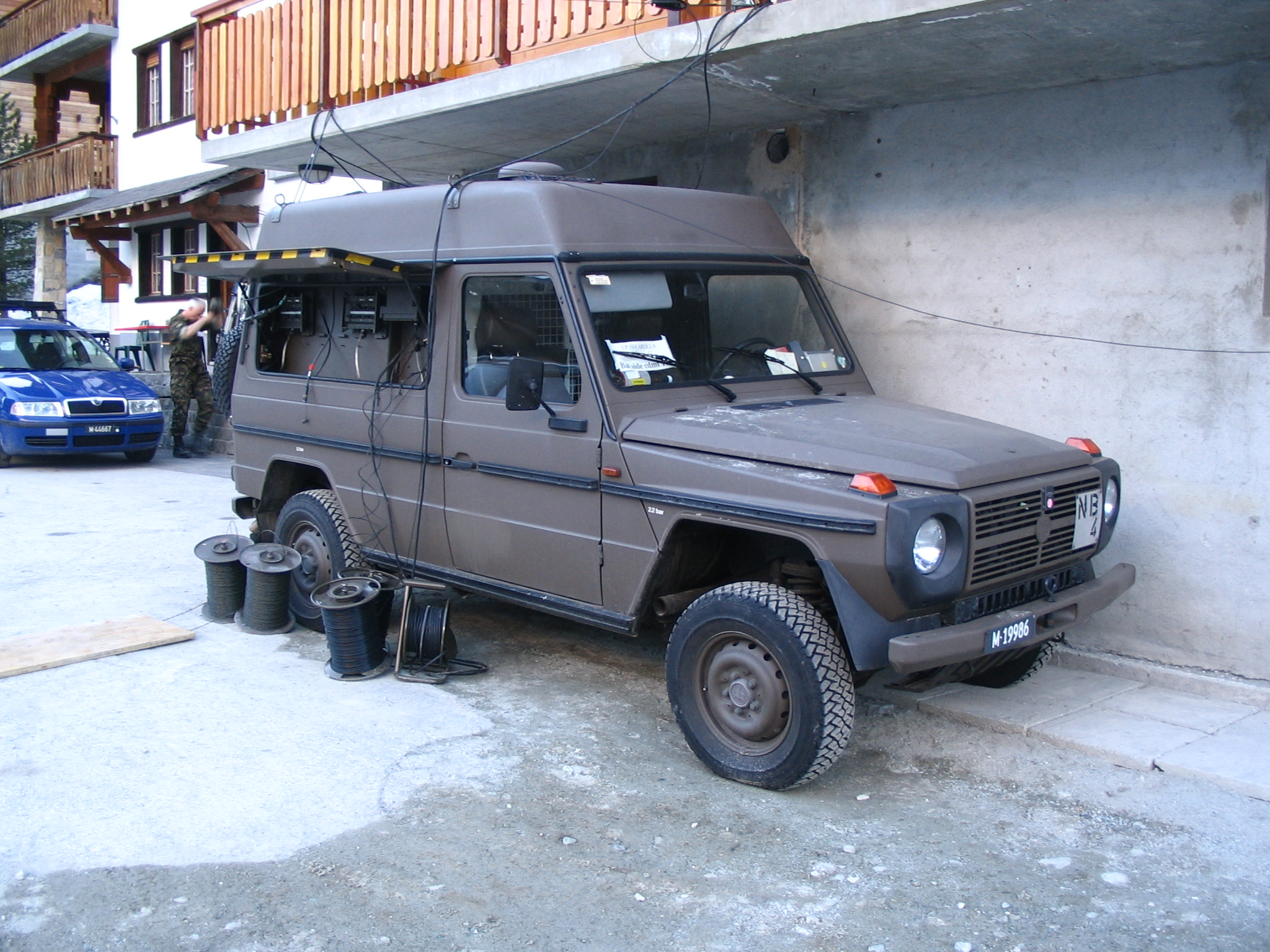
Véhicule de commutation (Puch) des troupes de transmission.

L'Armée suisse dispose de transmissions basées sur le réseau RITM (réseau intégré de télécommunications militaires). Son architecture est décentralisée et ressemble à Internet : les nœuds forment un maillage et permettent d'assurer les transmissions même si plusieurs unités venaient à tomber. L'Armée dispose également d'un réseau fixe interne (Polycom) dans le pays, qui assure une redondance par rapport à celui de Swisscom, le principal opérateur téléphonique suisse. Le réseau RITM peut être relié au réseau fixe de Swisscom afin d'appeler des numéros externes.
On distingue principalement quatre types de troupes de transmissions :
- les transmissions classiques (radios et antennes)
- les transmissions ondes-dirigées (transmissions numériques à l'aide de paraboles, gestion des nœuds et lignes optiques)
- la conduite de la guerre électronique
- les troupes spécialisées dans l'informatique (pionniers informatiques)

Les écoles de recrues associées à ces troupes ont lieu à Kloten, Bülach, Thoune, Jassbach, Frauenfeld, Bière et Fribourg. Les troupes de transmission touchent du matériel secret comme les appareils de chiffrement. Des exercices ont souvent lieu avec des transmissions s'étalant sur plusieurs cantons. Les transmissions dans le cadre de la Patrouille des Glaciers sont assurées en collaboration avec Swisscom par un réseau RITM couvrant plusieurs vallées dans le canton du Valais.
L'utilisation du téléphone de campagne comme moyen de transmission a, depuis la réforme d'Armée XXI, pratiquement disparu, n'étant utilisé que à l'échelon de section/companie dans un secteur statique et sur de courtes distances pour éviter d'émettre des ondes radio. La fonction de téléphoniste n'existe plus dans l'Armée suisse.

### Missions de maintien de la paix

Badge de, le centre de compétence de l'Armée suisse pour les engagements étrangers

La Suisse étant un pays neutre, son gouvernement ne prend pas position lors de conflits armés entre États. En conséquence, l'Armée suisse n'est pas engagée dans des conflits à l'étranger depuis 1848, date de la création de l'Armée fédérale. Cependant, au cours des dernières années, la Suisse prend part à plusieurs missions de maintien de la paix autour du monde. Depuis récemment, la Suisse contribue au maintien de la paix à l'étranger (Swisscoy au Kosovo), sous certaines réserves puisque l'Armée se doit de garantir le principe de neutralité suisse. La participation de la Suisse aux opérations des Casques bleus avait été refusée à la suite d'une votation populaire en 1986.

#### Bosnie-Herzégovine
De 1999 à 2001, l'Armée suisse est présente en Bosnie-Herzégovine et basée à Sarajevo. Sa mission est de fournir un service de soutien logistique et médical à l'Organisation pour la sécurité et la coopération en Europe. Aucun des soldats actifs n'était armé durant le début de la mission, mais ils l'ont été par la suite. Les soldats suisses sont identifiés parmi les autres armées sur le terrain par leur béret jaune.

#### Frontière intercoréenne
Depuis 1953, la Suisse fait partie de la Commission de surveillance créée pour surveiller le respect de l'armistice entre la Corée du Nord et la Corée du Sud. Puisque les responsabilités de la commission se sont beaucoup réduites au cours des dernières années, seules cinq personnes font partie de la délégation suisse située près de la zone démilitarisée.

#### Déploiements actuels
Au 30 novembre 2022, les contributions suisses aux missions de maintien de la paix sont les suivantes :
- 13 experts au sein de l’ONUST ;
- 5 officiers d’état-major, 2 soldats, 6 policiers au sein de la MINUSMA ;
- 1 officier d’état-major et 2 policiers à la MONUSCO ;
- 3 experts à l’UNMOGIP ;
- 1 officier d’état-major au sein de la MINUSS.

### Assurance militaire
L'assurance militaire forme un système d'assurance sociale à part entière.
Le 1er juillet 2005, la Confédération a transféré la gestion de l'assurance militaire à la Suva.

## Débats sur l'Armée

### Service civil
Depuis 1996, les citoyens suisses peuvent demander à effectuer un service civil à la place du service militaire. L'entrée au service civil est basée sur des raisons morales et était sujette jusqu'au 1er avril 2009 à une évaluation préalable de la part des autorités. À cette date, la commission d'admission au sein du service civil a été dissoute et désormais, l'intégration se fait sur simple envoi d'un formulaire. Il reste toutefois nécessaire d'avoir été déclaré apte au service militaire pour souscrire au service civil. Les personnes concernées peuvent servir dans un organisme où elles effectuent divers types de services d'intérêt général. Cependant, elles doivent effectuer une période de service une fois et demi plus longue que les obligations militaires.
Un nombre significatif de jeunes hommes n'effectuent pas de service militaire en présentant lors du recrutement un dossier médical étayant leur incapacité à effectuer le service pour des raisons de santé physique ou mentale : ce sont les médecins militaires qui décident si la personne est apte ou inapte au service. Avant Armée XXI, les personnes déclarées inaptes au service militaire devaient payer une taxe additionnelle de 2 % de leur revenu imposable. Ils pouvaient servir dans la protection civile, leur permettant ainsi de réduire cette taxe de 10 % par jour de service accompli durant l'année. Depuis le 1er janvier 2004, l'aptitude à servir se fait à la fois pour le service militaire et la protection civile. La taxe pour ceux qui ne font ni service militaire ni protection civile passe de 2 % à 3 % du revenu imposable et la déduction pour le service dans la Protection civile n'est plus que de 4 % par jour de service dans l'année. Cette taxe est à payer lorsqu'un homme, pour des raisons professionnelles ou privées, ne peut effectuer un service militaire (école de recrue ou cours de répétition annuel). La taxe est toutefois réduite selon un barème établi (en fonction des jours de service effectués). Lorsque toutes les obligations militaires sont effectuées (et le service ajourné rattrapé), la ou les taxes versées sont remboursées[réf. nécessaire].

### Obligation de servir et vie professionnelle
L'obligation de servir pour les jeunes hommes, du point de vue professionnel, peut parfois induire un paradoxe : être pénalisé, voire rendu moins attractif à l'embauche dans son propre pays par rapport à un ressortissant étranger établi en Suisse. En effet, contrairement à un ressortissant étranger, le jeune Suisse devra s'absenter près de trois semaines par année (sans oublier les quatre à six semaines de congé auxquelles il a droit comme le ressortissant étranger). Et s'il est déclaré inapte au service ou obtient l'ajournement à l'année suivante d'un service, il devra payer une taxe supplémentaire basée sur son revenu imposable.
Certaines entreprises tiennent compte de ces absences supplémentaires et peuvent être tentées, à qualifications professionnelles égales, d'embaucher plutôt une femme, un ressortissant étranger, un jeune homme suisse déclaré inapte au service ou une personne libérée de ses obligations militaires (d'où l'avantage parfois dans ce dernier cas d'effectuer toutes ses obligations militaires en une seule fois). Toutefois, d'autres entreprises considèrent qu'exécuter ses obligations militaires est un gage de bonne santé relative, tant physique que mentale : l'inaptitude étant alors vue comme un risque.

### Mouvement pacifiste

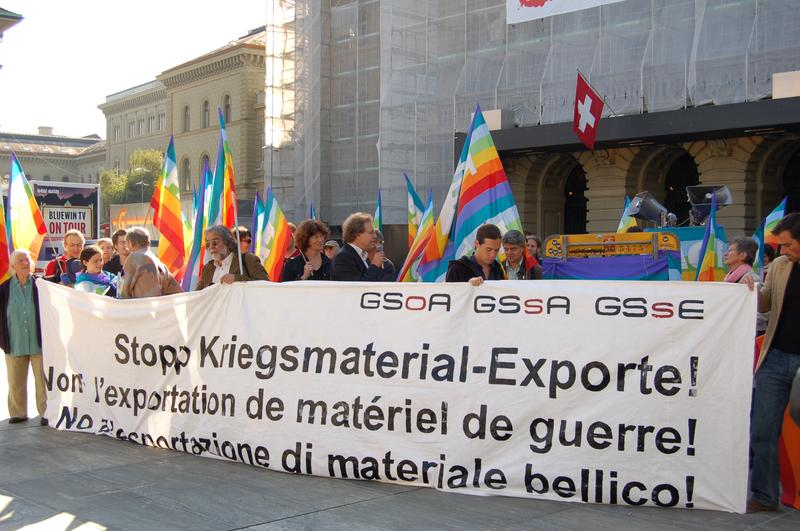
GSsA en 2007.

Il existe un mouvement organisé, le Groupe pour une Suisse sans armée (GSsA), qui vise à l'abolition de l'armée. À son initiative, les Suisses votent à deux reprises sur ce sujet lors de référendums. La première initiative populaire, intitulée « pour une Suisse sans arme et pour une politique globale de paix » et soumise à votation le 26 novembre 1989, voit les électeurs voter à 64,4 % en faveur du maintien de l'Armée, mais cette votation, qui verra un tiers des Suisses approuver le texte (les électeurs du canton de Genève et du canton du Jura ayant approuvé le texte du GSsA), aura agi comme un électrochoc au sein de l'Armée, qui se croyait jusqu'alors intouchable, pour engager de nouvelles réformes, qui aboutiront à la réforme « Armée 95 ».
Le second vote, qui a lieu en décembre 2001, voit 78,1 % des électeurs confirmer le vote de 1989. En 1992, après la décision du gouvernement suisse sur l'achat de 34 F/A-18 Hornet aux États-Unis, un demi-million de signatures sont rassemblées dans un délai d'un mois. La population confirme l'achat des jets, bien que 42,9 % des électeurs votent contre ce projet. Le GSsA poursuit malgré tout son activité.
Un troisième vote a lieu en septembre 2013 sur l'abolition de l'obligation de servir, transformant ainsi l'armée suisse en une armée composée de professionnels et de miliciens volontaires. La proposition du GSsA est massivement rejetée par 73,2 % des voix.

## Garde suisse pontificale

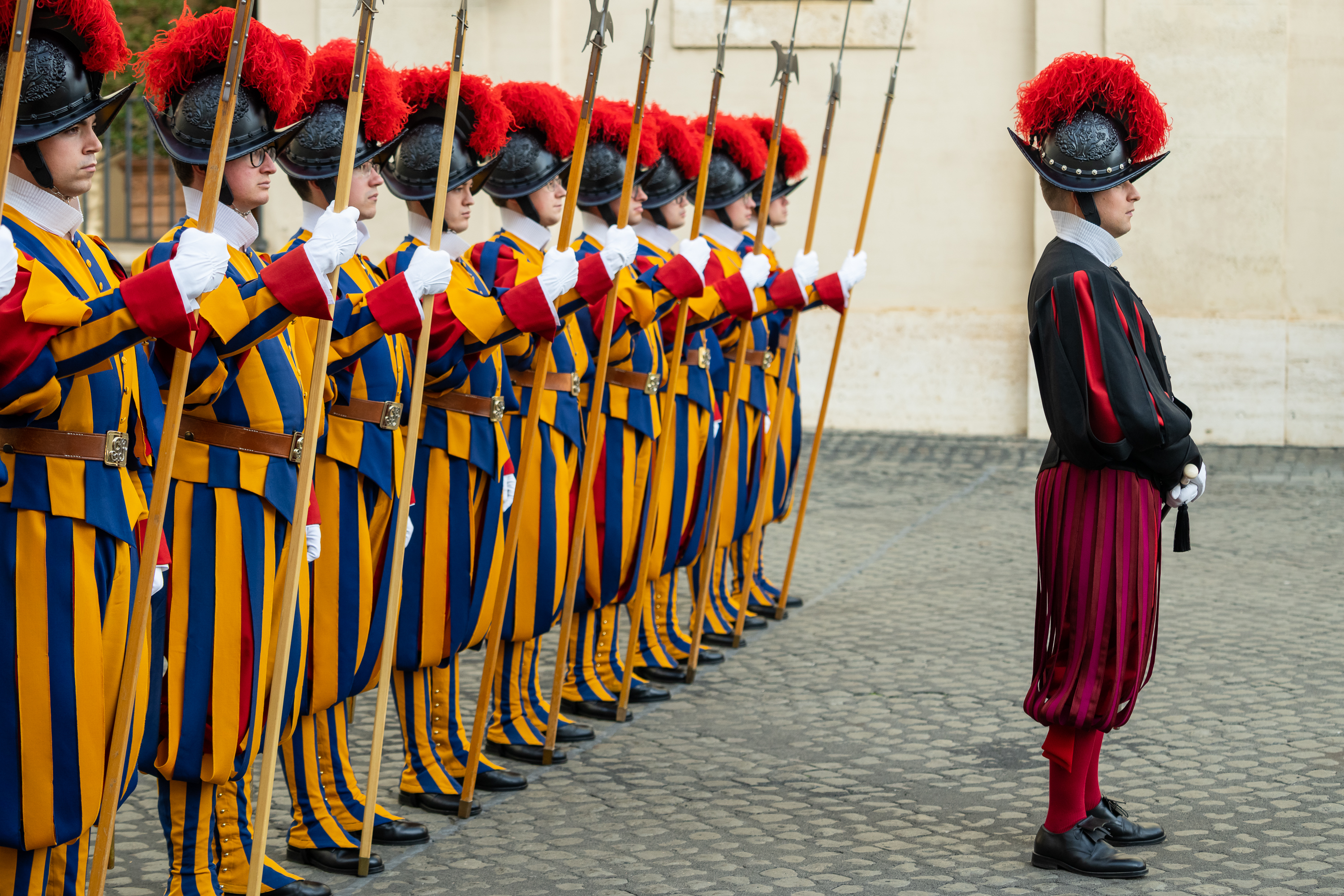
Garde suisse pontificale.

Le 21 juin 1505, le pape Jules II demanda à la Diète fédérale de le mettre sous la protection de soldats suisses. En septembre 1505, un premier contingent se mit en route pour Rome. Le 22 janvier 1506 fut fondée la Garde suisse pontificale.

### Bases légales
- Loi fédérale sur l’armée et l’administration militaire (LAAM) du 3 février 1995 (état le 1er juin 2020), RS 510.10.
- Règlement de service de l’armée (RSA) du 22 juin 1994 (état le 1er janvier 2018), RS 510.107.0.
- Ordonnance sur les obligations militaires (OMi) du 22 novembre 2017 (état le 1er décembre 2019), RS 512.21.
- Ordonnance de l’Assemblée fédérale sur l’organisation de l’armée (OOrgA) du 18 mars 2016 (état le 1er janvier 2018), RS 513.1.